# Oriental Heritage (Mianyang)
Koordinaten: 31° 43′ 52″ N, 104° 42′ 15″ O
Oriental Heritage (chinesisch 方特东方神话) ist ein chinesischer Freizeitpark in Mianyang, Sichuan, der am 18. Juli 2020 eröffnet wurde. Er wird von der Fantawild Holdings betrieben, die auch andere Freizeitparks in China betreiben.

## Liste der Achterbahnen
| Name                                    | Typ                | Hersteller                            | Eröffnungsjahr | Weblinks |
| --------------------------------------- | ------------------ | ------------------------------------- | -------------- | -------- |
| Circus Carnival / 马戏大狂欢            | Inverted Coaster   | Beijing Shibaolai Amusement Equipment | 2020           |          |
| Flying Over Gou Xiong Ling / 飞跃狗熊岭 | Familienachterbahn | Vekoma                                | 2020           |          |
| King’s Gate / 勇闯玄甲城                | Wasserachterbahn   | unbekannt                             | 2020           |          |
| Puppy Coaster / 柯基跑跑车              | Big Apple          | unbekannt                             | 2020           |          |
| unbekannter Name                        | Kinderachterbahn   | unbekannt                             | 2022           |          |